# Culicoides venustus
Culicoides venustus är en tvåvingeart som beskrevs av Hoffman 1925. Culicoides venustus ingår i släktet Culicoides och familjen svidknott. Inga underarter finns listade i Catalogue of Life.